# Ihiala
Ihiala est une ville du Nigéria, situé au sud de l'État d'Anambra, et a longtemps servi de capitale administrative locale de la zone.
La population actuelle du LGA (Local Government Areas, régions de gouvernement local) d'Ihiala (Anambra#Zones de gouvernement local (LGA)) est d'environ 500,000 habitants. Ihiala englobe ainsi de multiples plus petites villes, tels qu'Azia, Okija, Ihembosi et Uli, et s'étend dans la ceinture agricole de l'état. La ville seule selon le recensement donne 51,959 (1991) et 85,578 (2006). Ihiala n'étant pas spécialement située dans une zone paisible du pays, cela ne l'empêche pourtant pas d'attirer une population nombreuse espérant fuir d'autres chaotiques cités du Nigéria.
L'aéroport international du Biafra situé à Uli durant la guerre du Biafra (1967 à 1970) a été utilisé pour l'aide humanitaire.

## Université d'Ihiala
- Anambra State University, Uli.
- Madonna University, Okija.

## Personnalité d'Ihiala
- Le chef G. Okeke, ancien premier ministre de la République du Nigéria et anti-colonialiste.
- Docteur Chinwoke Mbadinuju, ancien gouverneur d'Anambra.
- Allen Onyema (en), entrepreneur et directeur général d'Air Peace, compagnie aérienne nigériane, est originaire de Mbasi, dans le LGA d'Ihiala[1].